# Classic Grand Besançon Doubs
La Classic Grand Besançon Doubs és una cursa ciclista d'un sol dia que es disputa pels voltants de Besançon. La primera edició es va disputar el 2021 com a part del calendari de l'UCI Europa Tour amb una categoria 1.1. Inicialment prevista per l'abril, la pandèmia de COVID-19 obligà a traslladar-la al setembre. Juntament amb el Tour del Jura i el Tour del Doubs forma un tríptic de curses disputades el mateix cap de setmana.

## Palmarès
| Any  | Vencedor            | Segon              | Tercer               |
| ---- | ------------------- | ------------------ | -------------------- |
| 2021 | Biniam Girmay       | Andrea Vendrame    | Axel Zingle          |
| 2022 | Jesús Herrada López | Victor Lafay       | Alexis Vuillermoz    |
| 2023 | Victor Lafay        | Lenny Martinez     | Roger Adrià Oliveras |
| 2024 | Lenny Martinez      | Victor Langellotti | David Gaudu          |
| 2025 |                     |                    |                      |